# Constance Dallas
Constance Hopkins Snow Dallas (Nova Iorque, 28 de abril de 1902 – Filadélfia, 13 de janeiro de 1983) foi uma política americana. Membro do Partido Democrata, atuou no Conselho da Cidade da Filadélfia como representante do 8º distrito da cidade. Nascida em Nova Iorque e alfabetizada na Europa, Dallas veio para a Filadélfia ainda adolescente. Após o casamento e a criação dos filhos, ela entrou na política em sua região como uma democrata reformista. Depois de uma corrida sem sucesso para a Câmara Municipal em 1947, ela foi eleita em 1951, a primeira mulher a trabalhar nesse órgão legislativo.
Dallas foi eleita como parte de uma coalizão entre a organização do Partido Democrata e reformadores independentes que desejavam desafiar o governo do Partido Republicano da cidade. As reformas em questão concentraram muitos na transferência de poder do conselho da cidade para o prefeito e na conversão do antigo sistema de clientelismo para um sistema de mérito de emprego na cidade. Suas tendências reformistas entraram em conflito com algumas organizações do partido, e ela foi derrotada em 1955. Depois de uma segunda carreira como editora de jornal e banqueira de investimentos, ela se aposentou em 1978 e morreu em 1983.

## Primeiros anos
Filha de Henry Sanger Snow e Anna LeConte Brooks, Dallas nasceu Constance Hopkins Snow em 28 de abril de 1902, em Brooklyn Heights, bairro de Nova Iorque. Henry Snow era um advogado que trabalhava como tesoureiro da New York & New Jersey Telephone Company. Brooks era originalmente da Filadélfia, filha do inventor David Brooks, e trabalhou como presidente das Filhas da Revolução Americana. Constance era a mais nova dos filhos de Snow, e nasceu quando sua mãe tinha quarenta e sete anos. Ela tinha três irmãos mais velhos: Marion, Edward e Anna. Depois que Henry Snow foi indiciado por roubo contra seus antigos empregadores em 1908, ele fugiu da cidade, deixando sua família na miséria. Com alguma ajuda financeira de Andrew Carnegie, um amigo de David Brooks, a família mudou-se para a Europa, onde as acomodações eram mais baratas e a família podia ficar livre do estigma dos crimes de Henry. Enquanto estava lá, Constance foi alfabetizada em escolas de conventos na Bélgica. Quando a família voltou para os Estados Unidos, eles ficaram morando na Filadélfia e Snow frequentou a Germantown Friends School. Mais tarde, ela estudou enfermagem na Universidade da Pensilvânia, e trabalhou no Cadet Nurse Corps durante a Segunda Guerra Mundial.
Ela se casou com George Mifflin Dallas em 1925. Eles tiveram três filhos: Constance Hopkins Dallas, Edith Wharton Dallas e George Mifflin Dallas Jr. Seu marido era descendente de uma família da Filadélfia que tinha seu homônimo, George Mifflin Dallas, que foi vice-presidente dos Estados Unidos de 1845 a 1849, e Alexander J. Dallas, que foi secretário do Tesouro sob James Madison. Ele trabalhou como executivo da American Briquet Company, e Dallas dedicou os primeiros anos de seu casamento à criação dos filhos e à manutenção da casa, além de ser voluntária no Hospital da Pensilvânia.

## Carreira política

### Eleições
Dallas se envolveu na política na década de 1940. "Minha vida no mundo exterior começou depois que eu tinha 40 anos", disse ela em uma entrevista de 1979 ao The Philadelphia Inquirer. Em outra entrevista naquele ano, ela disse que não estava muito interessada em política na época; embora ela tenha se candidatado ao conselho da cidade em 1947, ela só o fez quando o candidato a prefeito Richardson Dilworth garantiu que ela perderia. Os líderes democratas da ala pediram que ela concorresse à Câmara Municipal naquele ano porque, de acordo com Dallas, "eles precisavam de uma mulher e um protestante, e eles conseguiram dois por um em mim". Dallas foi uma das duas mulheres que os Democratas nomearam naquele ano. Ela foi nomeada no 6º distrito que enviou quatro membros à Câmara Municipal sob a carta da cidade de 1919. Sua primeira campanha não teve sucesso; naqueles dias, os Republicanos dominavam a política da cidade e em 1947 todos os quatro candidatos a vereador no 6º distrito foram eleitos. Dallas ficou em sexto lugar, segundo entre os quatro democratas indicados.
Em 1951, voltou a concorrer a vereadora e obteve sucesso.  A eleição foi a primeira realizada sob a nova carta da cidade, que havia sido aprovada pelos eleitores em abril daquele ano, destinada a transferir o poder do conselho da cidade para um prefeito forte, algo que os reformistas acreditavam que produziria um sistema que seria mais eficiente e menos suscetível à corrupção. Também incluía disposições para a reforma do serviço público, exigindo que os cargos da cidade fossem preenchidos por seleção de mérito, em vez de patrocínio. Nas eleições de novembro, os Democratas ganharam o controle do governo da cidade dos Republicanos pela primeira vez em 67 anos. Depois de vencer por pouco uma corrida primária contra o advogado trabalhista Harry Galfand, Dallas foi eleita como parte dessa onda, ganhando 54% dos votos no novo 8º distrito (o que incluem Chestnut Hill, Germantown e Roxborough) sobre o vereador republicano em exercício Robert S. Hamilton (a nova carta acabou com os distritos do conselho com vários membros).

### Câmara Municipal
Dallas foi a primeira mulher na Câmara Municipal, o que trouxe desafios, inclusive determinar como os outros membros do conselho a tratariam. Ela começou insistindo que eles não a chamassem de "Sra. Dallas." e que eles usem o título "conselheiro", não conselheira", já que foi assim que foi escrito na carta da cidade. George Dallas", disse ela a um repórter logo após a eleição, "mas na vida pública sou Constance H. Dallas. Eu me oponho ao uso da Sra."
A maioria eleitoral que levou os Democratas ao poder em 1951 combinou os membros do partido da organização com os independentes reformistas. Embora bem-sucedida em vencer a eleição, a coalizão começou a se desgastar logo após assumir o cargo. Em 1954, no entanto, o democrata James Hugh Joseph Tate e outros no Conselho tentaram enfraquecer as reformas do serviço público da nova carta, permitindo que os funcionários da cidade fossem ativos na política partidária. Dallas ficou com a ala reformista do partido, e o esforço de emenda ficou aquém dos dois terços dos votos no Conselho para colocar a emenda proposta na carta na cédula. Ao fazê-lo, Dallas trabalhou contra a vontade do presidente do Comitê Democrata da Cidade, William J. Green Jr., tomando o partido do prefeito reformista Joseph S. Clark Jr.
Dallas cruzou a liderança do partido de outras maneiras também. Ela ficou do lado do corpo de bombeiros da cidade na votação de um decreto para permitir o tráfego de caminhões na Henry Avenue. A medida foi contestada por John B. Kelly, Sr., o ex-presidente do Comitê Democrata da Cidade cuja casa ficava naquela rua. Ela também teve um interesse especial nas prisões decrépitas da cidade, culpando a administração nomeada pela antiga administração republicana pelas condições das prisões.  O maior sucesso de Dallas na Câmara Municipal foi a aprovação da primeira lei de poluição do ar da cidade, que ela patrocinou.  Ela também trabalhou para garantir o Tinisudoeste da Filadélfia (agora uma parte do John Heinz National Wildlife Refuge em Tinicum).
Suas divisões com a liderança do partido contribuíram para sua derrota na reeleição em 1955. Enquanto os democratas conquistavam a vitória na corrida para prefeito e nos outros nove distritos vereadores, Dallas perdeu para o republicano Wilbur H. Hamilton (irmão de seu oponente de 1951) por 457 votos, com 520 votos para um candidato de terceiro partido, J. .Warren Keel. Falando mais tarde de sua derrota eleitoral, Dallas disse: "Eu disse que não poderia colocar minha organização acima de meus eleitores. Agora, isso me faz parecer piedoso e bonzinho, mas eu não consegui – então fui derrotado." Ela não se candidatou novamente a um cargo eletivo.

## Últimos anos de vida
Após sua derrota, Dallas trabalhou em negócios privados depois que seu marido sofreu vários derrames e foi forçado a se aposentar. Inicialmente, ela trabalhou como editora associada no Philadelphia Daily News. Em 1959, ela foi contratada como banqueira de investimento na Dehaven & Townsend, Crouter & Bodine. Como na política, ela era uma das poucas mulheres que trabalhavam em uma profissão dominada por homens. Quando seu marido morreu, Dallas se mudou de sua casa em Chestnut Hill para uma comunidade de aposentados no Condado de Delaware, mas continuou trabalhando até os 76 anos de idade. Ela também permaneceu ativa em vários conselhos de caridade, incluindo seu trabalho como comissária de Valley Forge State Park (agora Valley Forge National Historical Park) e no grupo de vigilância apartidário, o Comitê dos Setenta.  Ela morreu em 13 de janeiro de 1983, e foi enterrada ao lado de seu marido no cemitério da Igreja de St. James the Less, na Filadélfia.